# Mount Solvay
Mount Solvay (französisch Mont Solvay) ist ein 2560 m hoher Berg im ostantarktischen Königin-Maud-Land. Er ragt in den Belgica Mountains unmittelbar nördlich des Mount Gillet auf.
Teilnehmer der Belgischen Antarktis-Expedition 1957/58 unter Gaston de Gerlache de Gomery (1919–2006) entdeckten ihn. Namensgeber ist Ernest-John Solvay (1895–1972), Enkel des belgischen Unternehmers Ernest Solvay und Sponsor der Forschungsreise.